# 祼礼
祼禮是古代中國的一種祭祀禮儀。祼在文獻中也作灌、果和淉。《說文·示部》：“祼，灌祭也。”段玉裁注雲：“《周禮》字或作果，或作淉。”
《論語·八佾》：“子曰：禘，自既灌而往者，吾不欲觀之矣。”皇侃《義疏》引鄭玄《尚書傳》注雲：“灌是獻屍。屍乃得獻，乃祭酒以灌地也。”
祼禮起源未知，但在周代成爲重要的祭禮，包括祼祭和祼饗兩類。祼祭，據《說文》解釋：“祼，灌祭也”，就是將酒澆在地上，用於祭奠祖先。如《周禮·春官·大宗伯》載：“以肆獻祼享先王。”
周代在祫、禘先王時行九獻之禮，而祼祭是其先導，主要是起引神的功用，也就是引導神靈來到祭祀的場所接受祭獻。如《周禮·春官·大宗伯》記曰：“以肆、獻、祼享先王。”鄭玄注：“祼之言灌，灌以鬱鬯，謂始獻屍求神時也。”賈公彥疏：“凡宗廟之祭，迎屍入戶，坐於主北。先灌，謂王以圭瓚酌鬱鬯以獻屍，屍得之，瀝地祭訖，啐之，奠之，不飲。屍為神象灌地，所以求神，故雲始獻屍求神時也。”
祼饗，指古代君主對朝見的諸侯酌酒相敬。如《周禮·青官·典瑞》：“祼圭有瓚，以肆先王，以祼賓客。”